# 吉備臣
吉備臣（きびのおみ、生没年不詳）は、欽明天皇代の任那日本府の官人。名は不詳。日本人であるが、百済王権に仕えた倭系百済官僚。

## 概要
『日本書紀』は、雄略天皇代に新羅の援軍として派遣された吉備小梨、雄略天皇の崩御に乗じた蝦夷の反乱を鎮圧した征新羅大将軍の吉備尾代、欽明天皇代の任那日本府の官人・吉備臣（名欠）など、対朝鮮外交における吉備氏の活躍を伝えるが、その背景に鉄、塩生産の掌握による吉備氏の物質的・軍事的基礎の確立がある。
『日本書紀』は、ヤマト王権が派遣する外交使節とは異なる形態で朝鮮半島に関与する吉備氏の姿が描かれている。
『日本書紀』記事は、雄略天皇と吉備氏の対立であるが、雄略天皇による吉備上道田狭の任那派遣という人的移動という観点かるみると、「国司」はミコトモチという古訓が示すようにヤマト王権の意思を伝達するための使者であり、『日本書紀』はヤマト王権による豪族派遣があり得たと認識していた。また、或本に吉備上道弟君による渡来人招聘という記事が提示されており、招聘実現は、環境要因（戦乱）が認められない限りは、招聘者と渡来主体間の人格的関係の成立が前提となるため、『日本書紀』記事の背景には朝鮮半島における吉備氏と在地人士の結合、すなわち、吉備氏と朝鮮半島との交流が実際に存在したことを物語る。また、『日本書紀』記事は、雄略天皇による吉備上道田狭の妻の略奪とそれを原因とする吉備氏の反抗が主題であるが、ミコトモチである吉備上道田狭が任那に長期滞在していること、現地におけるヤマト王権との決別、新羅への援助要請、百済への密使など、ヤマト王権によって朝鮮半島に派遣された使者がヤマト王権に規制されない交流を行い得るものとして描かれ、ミコトモチとして派遣された吉備上道田狭が任那において雄略天皇の統制を離れたと整理できるため、ヤマト王権によって豪族がミコトモチとして派遣されたとしても、豪族は朝鮮半島においてヤマト王権の意図とは別に独自の行動を取ることが多々あったことを物語る。